# Foetorepus talarae
Foetorepus talarae is een straalvinnige vissensoort uit de familie van pitvissen (Callionymidae). De wetenschappelijke naam van de soort is voor het eerst geldig gepubliceerd in 1949 door Hildebrand & Barton.